# Nesomyrmex vicinus
Nesomyrmex vicinus es una especie de hormiga del género Nesomyrmex, tribu Crematogastrini, familia Formicidae. Fue descrita científicamente por Mayr en 1887.
Se distribuye por Argentina, Brasil, México y Paraguay. Habita en bosques de segundo crecimiento.